# Уорент-офицер

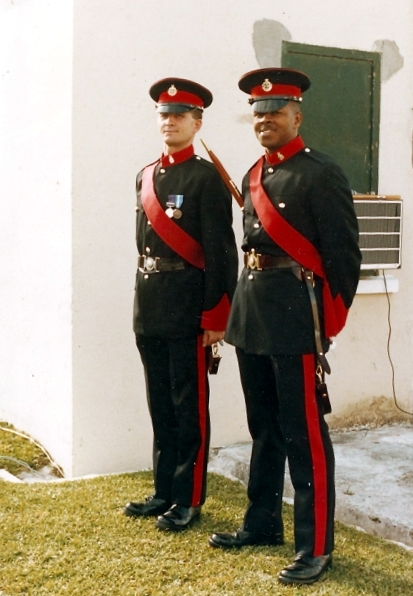
Два уорент-офицера Бермудского полка

Уорент-офицер (англ. Warrant Officer, WO) — группа званий в англоязычных странах, а также в бывших колониях Великобритании. 
По статусу уорент-офицер занимает промежуточное положение между сержантами и младшими офицерами, и выполняет специальные функции технического специалиста. При этом от уорент-офицера не ожидается, что он будет командовать каким-либо войсковым подразделением, в отличие от младших офицеров в армии и флоте. 
Уорент-офицер является очень приблизительным аналогом прапорщика в странах бывшего СССР, аспиранта во франко- и португалоязычных странах или фенриха в германоязычных странах. 
В армии Российской империи соответствующим было звание зауряд-офицера; это же слово в российском варианте, а не «уорент-офицер» в современном, использовалось в англо-русском словаре, составленном министерством обороны США в 1945 году.
В отличие от младших офицерских званий (англ. commissioned officer), для получения которых обычно требуется офицерский патент («комиссия») от главы государства или главнокомандующего, звание уорент-офицера даётся приказом министра обороны или командующего родом войск. В США уорент-офицеры, начиная с CWO, также получают патент от министра обороны, хотя и не считаются младшими («полевыми») офицерами; начиная от капитана (армия и морская пехота) и лейтенанта (ВМФ и береговая охрана), патент выдаётся от имени президента США.

## США
В армии США уорент-офицер (с 1 по 5 класс) — категория военнослужащих между сержантским и офицерским составом, а также кадетов и кандидатов в офицеры.

### Знаки различия
| Код и звание                                                             | Аббревиатура     | Армия                                           | ВВС (звания упразднены)                              | ВМС                                             | Береговая охрана                                       | Корпус морской пехоты                      |
| ------------------------------------------------------------------------ | ---------------- | ----------------------------------------------- | ---------------------------------------------------- | ----------------------------------------------- | ------------------------------------------------------ | ------------------------------------------ |
| W-1 Уорент-офицер первого класса                                         | WO-1 WO1 (Army)  | U.S. Army Warrant Officer 1 Rank Insignia       | U.S. Air Force Warrant Officer 1 Rank Insignia       |                                                 | Упразднено 1975                                        | USMC Warrant Officer 1 Rank Insignia       |
| W-2 Старший уорент-офицер второго класса (Chief warrant officer two)     | CWO-2 CW2 (Army) | U.S. Army Chief Warrant Officer 2 Rank Insignia | U.S. Air Force Chief Warrant Officer 2 Rank Insignia | U.S. Navy Chief Warrant Officer 2 Rank Insignia | U.S. Coast Guard Chief Warrant Officer 2 Rank Insignia | USMC Chief Warrant Officer 1 Rank Insignia |
| W-3 Старший уорент-офицер третьего класса (Chief warrant officer three)  | CWO-3 CW3 (Army) | U.S. Army Chief Warrant Officer 3 Rank Insignia | U.S. Air Force Chief Warrant Officer 3 Rank Insignia | U.S. Navy Chief Warrant Officer 3 Rank Insignia | U.S. Coast Guard Chief Warrant Officer 3 Rank Insignia | USMC Chief Warrant Officer 3 Rank Insignia |
| W-4 Старший уорент-офицер четвёртого класса (Chief warrant officer four) | CWO-4 CW4 (Army) | U.S. Army Chief Warrant Officer 4 Rank Insignia | U.S. Air Force Chief Warrant Officer 4 Rank Insignia | U.S. Navy Chief Warrant Officer 4 Rank Insignia | U.S. Coast Guard Chief Warrant Officer 4 Rank Insignia | USMC Chief Warrant Officer 4 Rank Insignia |
| W-5 Старший уорент-офицер пятого класса (Chief warrant officer five)     | CWO-5 CW5 (Army) | U.S. Army Chief Warrant Officer 5 Rank Insignia | U.S. Air Force Chief Warrant Officer 5 Rank Insignia | Восстановлено 2002                              | Отсутствует                                            | USMC Chief Warrant Officer 5 Rank Insignia |

## Знаки различия в других ВС

Нашивка уорент-офицера первого класса армии Шри-Ланки
Нашивка уорент-офицера второго класса армии Шри-Ланки